# Филиппины на летних Олимпийских играх 1960
Филиппины принимали участие в Летних Олимпийских играх 1960 года в Риме (Италия) в восьмой раз за свою историю, но не завоевали ни одной медали. Сборную страны представляло 40 спортсменов, в том числе 4 женщины.